# Chapopoapan
Chapopoapan är en ort i Mexiko.   Den ligger i kommunen San Juan Evangelista och delstaten Veracruz, i den sydöstra delen av landet, 500 km öster om huvudstaden Mexico City. Chapopoapan ligger 58 meter över havet och antalet invånare är 514.
Terrängen runt Chapopoapan är platt. Runt Chapopoapan är det ganska tätbefolkat, med 67 invånare per kvadratkilometer. Närmaste större samhälle är Acayucan, 18,4 km öster om Chapopoapan. Omgivningarna runt Chapopoapan är en mosaik av jordbruksmark och naturlig växtlighet.